# 萍乡站
萍乡站是一个沪昆铁路上的铁路车站，位于中华人民共和国江西省萍乡市安源区跃进北路，于1899年启用，目前为一等站，由中国铁路南昌局集团宜春车务段管辖。

## 历史
萍乡站最初随萍醴线的通车于1899年开工，1903年7月投入使用。当时站址位于萍乡西门，内设2条半股道，站房面积593平方米，仓库300平方米。1932年被定为一等站，1937年浙赣铁路拉通后降为浙赣铁路局二等站。1939年车站被侵华日军炸毁，次年国民政府又将浙赣铁路路轨拆除，直至1947年6月方修复通车，站内设5条半股道。1950年3月，车站新建面积600平方米的三层站房1座，1954年又扩建站场至11条股道:175。
由于车站位于洼地，扩建较为困难，因此南昌铁路局于1971年决定异地新建车站。新站位于萍乡城北，绕行新线于1972年4月开工，1973年4月竣工；站场及站房工程则于1974年动工，1978年12月竣工，1979年12月26日投入运营:175:251。
2002年11月，萍乡站恢复为南昌铁路局直属站。2003年车站对候车室进行了重新装修，同时翻修了站台雨棚:251。同年12月8日，萍乡站由二等站升格为一等站，2004年12月13日车站又与新余车务段合并至宜春车务段。
2003年浙赣铁路萍乡段开始电气化改造，于2006年9月投用。2007年车站将原2站台向西侧5米处重建一座高站台并增加1条旅客到发线，工程于3月23日开工，5月26日完工。
2009年南昌铁路局又对老场进行电气化改造。

## 车站结构

### 站房
萍乡站站房于1979年投入使用，面积7800平方米。其中售票处面积392平方米，设有10个售票窗口。主候车室面积1545平方米，分为2部分，可容纳3000人；贵宾室面积268平方米。站房和站台通过地下通道连接:251:175。
- 萍乡站候车室
- 站台侧站房
- 萍乡站出站口
- 行车室

### 站场
萍乡站为沪昆铁路上的区段站，设有新场、老场、新货场三个站场。新场办理客运列车的旅客乘降、行包装卸，无改编货物列车到发的技术作业，本务机换挂作业以及衔接本场的货物线、专用线的车辆取送业务，设有2座客运站台。
| 7-14道   | 调车线                         |
| 到发线   | 沪昆铁路 货车                  |
| 到发线   | 沪昆铁路 货车                  |
| 3站台    | 沪昆铁路 往上海方向（白源站）  |
| 岛式站台 |                                |
| 2站台    | 沪昆铁路 往上海方向（白源站）  |
| 正线     | 沪昆铁路上行列车通过线         |
| 正线     | 沪昆铁路下行列车通过线         |
| 1站台    | 沪昆铁路往昆明方向（姚家洲站） |
| 侧式站台 |                                |

#### 其他站场
老场又称萍乡站修所、萍乡西站，办理部分直通、区段、摘挂、小运转、单机终到、始发的货物列车解体、编组作业，衔接本场的各专用线、货物线、段管线的车辆取送以及与新场间的车辆交接。老场共设有16条股道，包括5条到发线、7条调车线和2条牵出线:175，连接鹰潭机务段萍乡运用车间。老场设有通往安源煤矿、青山煤矿、萍乡油库、江西矿山机械厂、萍矿机修厂、水口煤场等单位的专用线:251。
除此之外，在新场的西侧设有青山车场，内设2条股道，有通往三田煤矿和萍乡水泥厂的专用线:251。

## 车次
萍乡站是沪昆铁路上的一等站。日均办理旅客列车100列。

## 公共交通
目前，经过萍乡站或者始发的公交车有1，5，6等车，另外还有郊县的线路，包括前往湘东区，上栗县等地的公交班车。

## 事件
1999年，萍乡律师李晓虎因为0.5元人民币的“如厕费”将萍乡火车站和萍乡汽车站告上法庭。李在诉讼期间要求财政部、国家计委解释之前公布“站内厕所”取消收费中“站内”的定义。两部委明确“车站范围”内包括进站通道、候车室及站台上而非之前所认为的“站台厕所”。法院依据这个解释判定李胜诉，同时要求萍乡火车站返还李晓虎入厕费0.5元并承担诉讼费用。